# Deccanometrus xanthopus
Espèce
Synonymes
- Palamnaeus xanthopus Pocock, 1897
- Heterometrus xanthopus (Pocock, 1897)
- Heterometrus telanganaensis Javed, Mirza, Tampal & Lourenço, 2010

Deccanometrus xanthopus est une espèce de scorpions de la famille des Scorpionidae.

## Distribution
Cette espèce est endémique d'Inde. Elle se rencontre au Maharashtra et au Telangana.

## Description
L'holotype mesure 74 mm.

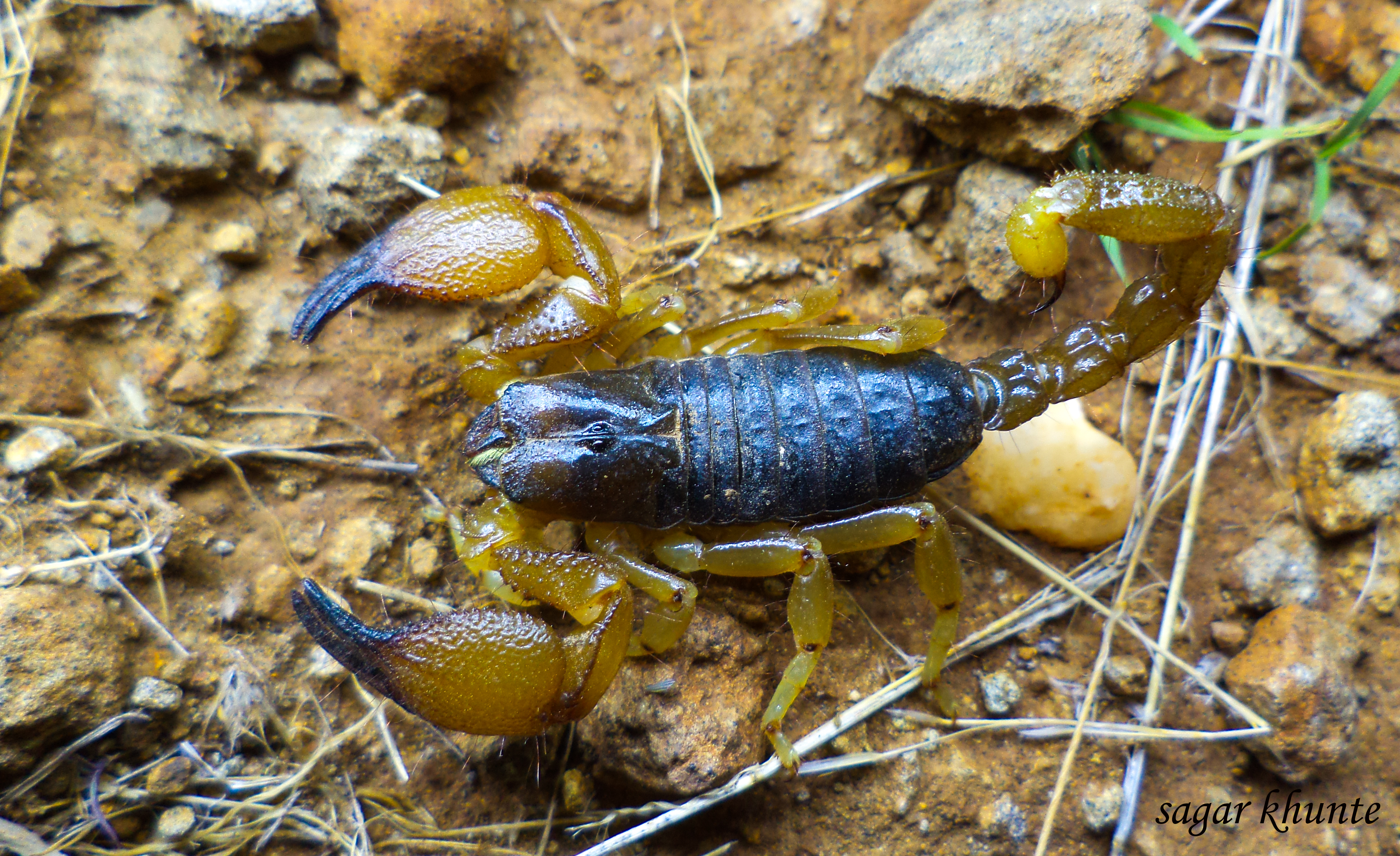
Deccanometrus xanthopus

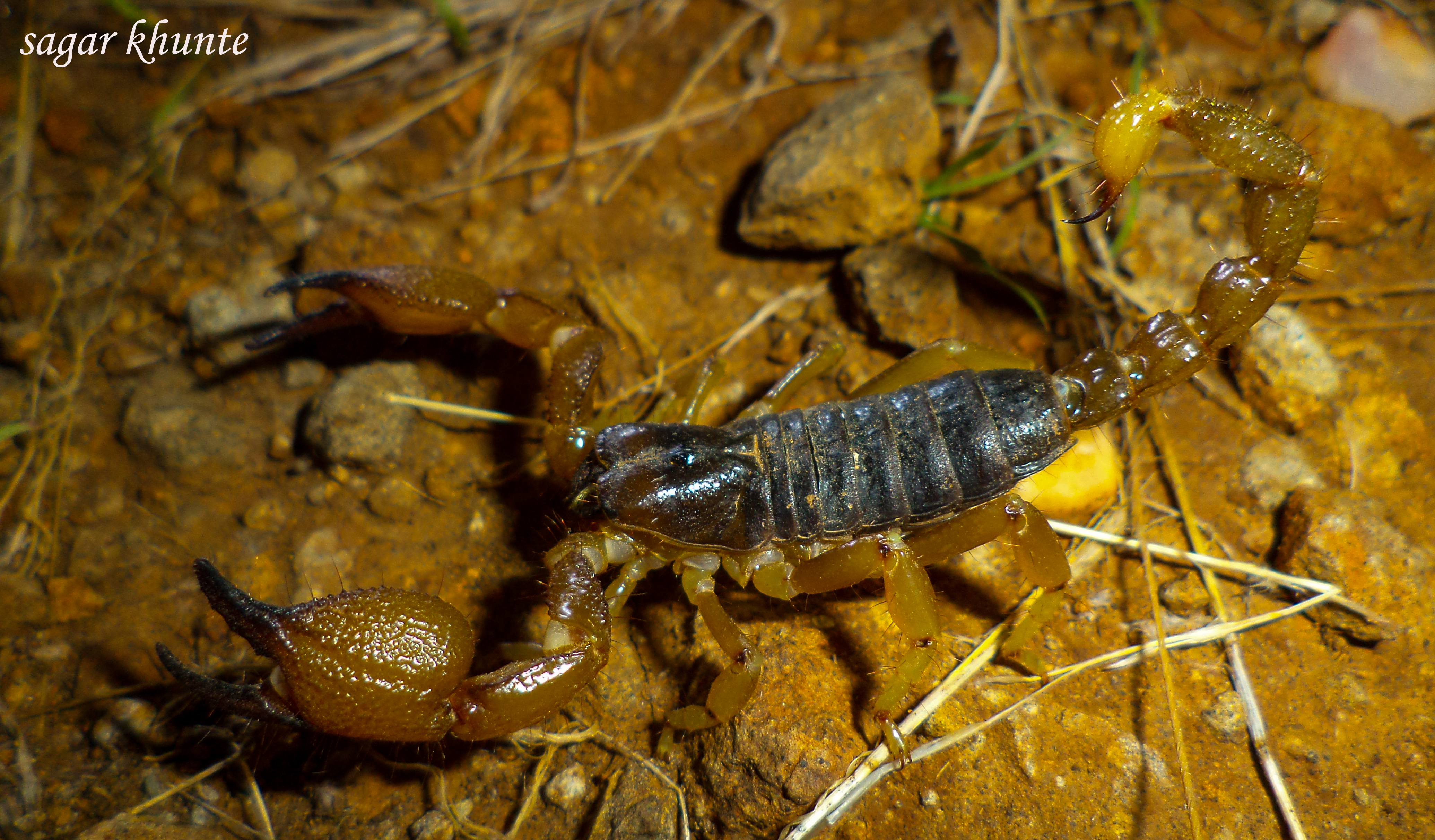
Deccanometrus xanthopus

Deccanometrus xanthopus mesure de 60 à 80 mm.

## Systématique et taxinomie
Cette espèce a été décrite sous le protonyme Palamnaeus xanthopus par Pocock en 1897. Elle est placée dans le genre Heterometrus par Kraepelin en 1899 puis dans le genre Deccanometrus par Prendini et Loria en 2020 qui dans le même temps placent Heterometrus telanganaensis en synonymie.

## Publication originale
- Pocock, 1897 : « Descriptions of some new species of scorpions from India. » Journal of the Bombay Natural History Society, vol. 11, p. 102–117 (texte intégral).